# Gurglkam

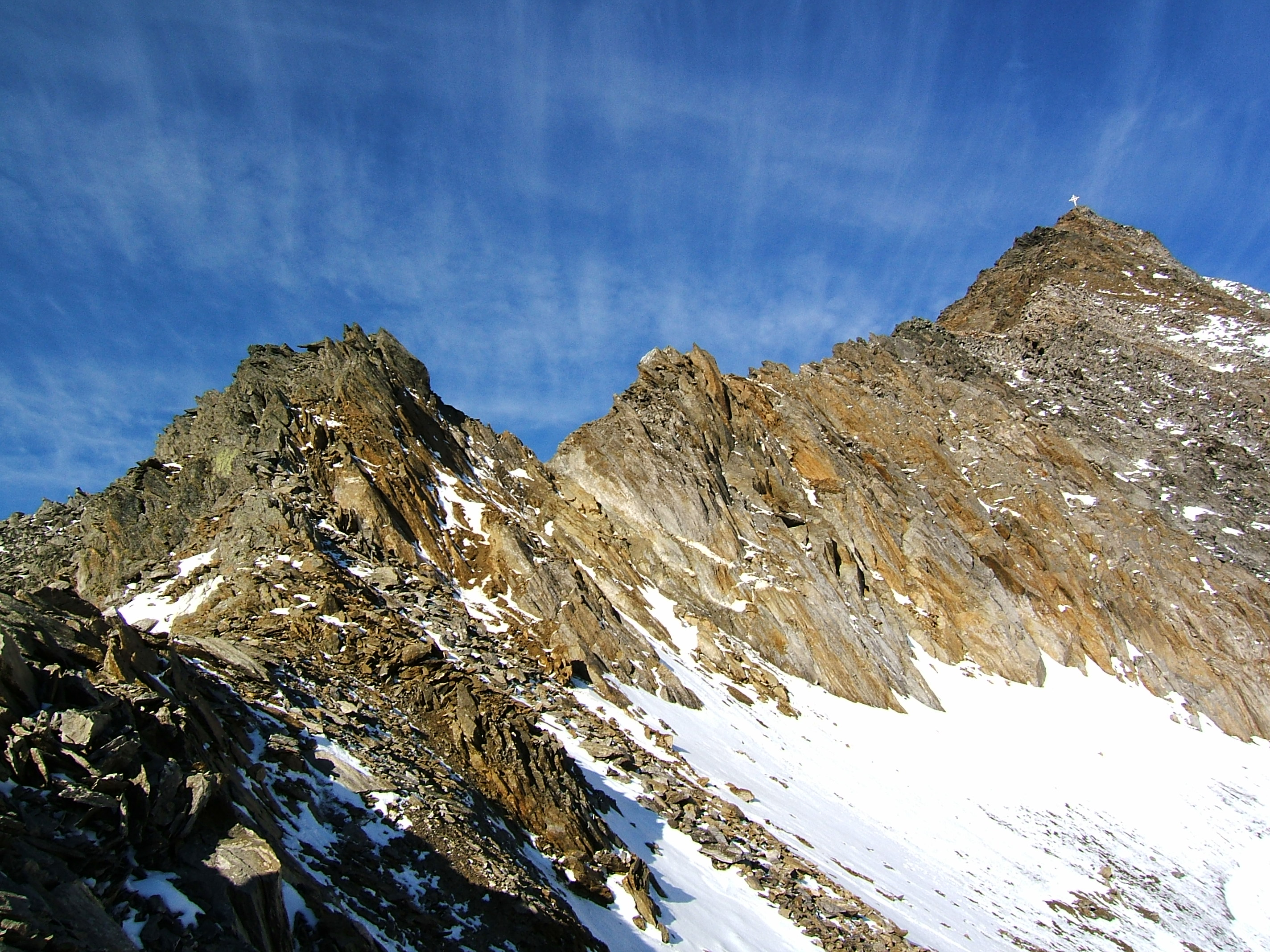
De Hintere Seelenkogel in de Gurglkam

De Gurglkam (Duits: Gurgler Kamm, Gurglkamm) is een bergkam in het zuiden van de Ötztaler Alpen en vormt tussen de Hochwilde en Timmelsjoch de grens tussen Oostenrijk en Italië. De keten scheidt het Gurgler Tal in Tirol van het Pfelderer Tal in Zuid-Tirol.
De bergkam loopt vanaf Timmelsjoch iets in zuidwestelijke richting naar de Hochwilde. Daar vormt de Schnalskam, waarmee de Gurglkam de hoofdkam van de Ötztaler Alpen vormt, de westelijke voortzetting van het Gurglkam.
De Hochwilde is met 3480 meter hoogte gelijk ook de hoogste berg van de Gurglkam. Andere bekende bergtoppen zijn de Hintere Seelenkogel (3470 meter), de Hochfirst (3403 meter) en de Liebener Spitze (3399 meter).
Sinds 1977 wordt de Gurglkam door de UNESCO als biosfeerreservaat aangeduid.

## Bergtoppen
Gemarkeerde bergtoppen in de Gurglkam zijn (van hoog naar laag) onder andere:
- Hochwilde (ook: Hohe Wilde, Ital. l'Altissima), 3480 meter
- Hinterer Seelenkogel (Ital. Cima delle Anime), 3470 meter
- Mittlerer Seelenkogel, 3426 meter
- Hochfirst (ook: Hoher First, Ital. Monte Principe), 3403 meter
- Liebener Spitze, 3399 meter
- Rotegg, (Ital. Cima Rossa), 3341 meter
- Rotmooskogel (Ital. Cima del Plan), 3338 meter
- Granatenkogel (Ital. Monte dei Granati), 3304 meter
- Seewerspitze (Ital. Cima del Lago), 3302 meter
- Vorderer Seelenkogel, 3290 meter
- Heuflerkogel (Ital. Monte del Cumolo) 3245 meter
- Eiskögele, 3228 meter
- Essener Spitze, 3200 meter
- Gurgler Kirchenkogel (Ital. Cima della Chiesa), 3180 meter
- Hochebenkamm, 3166 meter
- Trinkerkogel (Ital. Cima Snella), 3161 meter
- Langtalerjochspitze (Ital. Cima di Vallelunga), 3157 meter
- Scheiberkogel (Ital. Cima Rocciosa), 3135 meter
- Schermerspitze, 3117 meter
- Banker Kirchenkogel, 3115 meter
- Hinterer Wurmkogel, 3082 meter
- Bankerkogel, 3060 meter
- Königskogel (Ital. Monte Rei), 3055 meter
- Festkogel, 3035 meter
- Hangerer, 3021 meter
- Südliche Ferwallspitze, 2996 meter
- Äußere Schwenzerspitze, 2993 meter
- Nordliche Ferwallspitze, 2957 meter
- Rauhes Joch, 2926 meter
- Vordere Schwenzerspitze, 2904 meter
- Mittlere Schwenzerspitze, 2889 meter
- Hintere Schwenzerspitze, 2875 meter
- Hinterer Draunsberg, 2825 meter
- Mittlerer Draunsberg, 2779 meter
- Grinolspitze, 2763 meter
- Vorderer Draunsberg, 2761 meter
- Hohe Mut, 2659 meter
- Sechsspitzler, 2655 meter
- Plattenspitze, 2517 meter
- Karrenberg, 2249 meter